# 白鬚神社 (飯能市原市場)
白鬚神社（しらひげじんじゃ）は、埼玉県飯能市の神社。

## 歴史
創建年代は不明である。783年（延暦2年）に旧高句麗遺民が当地に移住し、高麗郡が設置された。彼らは猿田彦大神を尊崇していたことから、猿田彦を祀る神社を創建したものと推測される。
「本蔵寺」が別当寺であった。本蔵寺は修験道本山派の寺院であったが、明治初期の神仏分離により、廃寺に追い込まれ、本蔵寺の僧侶は還俗して当社の神職となった。
1872年（明治5年）、近代社格制度に基づく「村社」に列せられ、1908年（明治41年）の神社合祀により「日枝神社」が合祀された。なお旧日枝神社の社殿はそのまま残されている。

## 交通アクセス
- 路線バス畑中停留所より徒歩5分。